# Michael Angerschmid
Michael Angerschmid (* 24. Februar 1974 in Ried im Innkreis) ist ein ehemaliger österreichischer Fußballspieler auf der Position eines Mittelfeldspielers und war von Dezember 2012 bis Mai 2014 Cheftrainer der SV Ried, für die er in seiner Karriere 406 Profiligaspiele absolviert hat.

## Karriere
Michael Angerschmid begann seine Karriere als Fußballspieler im Jahr 1981 im Nachwuchsbereich des SV Pram aus der Marktgemeinde Pram im Hausruckviertel. Bereits nach einem halben Jahr wechselte er zur SV Ried, bei der er seine gesamte Spielerkarriere – fast durchgehend als Verteidiger – verbrachte. Insgesamt spielte der Oberösterreicher 277 Spiele in der höchsten österreichischen Liga für die SV Ried und schoss dabei 13 Tore. In seiner letzten Saison 2005/06 spielte er 22 Mal und schoss 1 Tor. In diesem Jahr wurde er erstmals Vizemeister, was neben dem Sieg im ÖFB-Cup 1997/98 sein größter Erfolg im Spitzensport war.
Nach dem Abschluss seiner Spielerlaufbahn wurde Angerschmid Trainer der SV Ried Amateure. In seiner ersten Saison 2007/08 schaffte er mit der Mannschaft, die in einer Spielgemeinschaft mit dem SV Neuhofen spielt, den Aufstieg von der Bezirksliga in die Landesliga West. In der Saison 2008/09 schaffte die SpG Neuhofen/Ried den Durchmarsch, wurde als Aufsteiger Meister und fixierte damit den Aufstieg in die Oberösterreich-Liga (vierte Leistungsstufe). Für die letzten drei Spiele der Saison 2007/08 war Angerschmid Interims-Trainer der SV Ried, wobei er zwei Unentschieden und eine Niederlage erreichte. Ab der Saison 2008/09 war er im Team von Cheftrainer Paul Gludovatz auch Co-Trainer der SV Ried, im Dezember 2012 wurde er zum Cheftrainer befördert. Nach seiner Entlassung 2014 war er kurzzeitig Trainer des Regionalligisten Union St. Florian, ehe er durch Reinhard Burits ersetzt wurde.
Von Juni 2015 bis Juni 2019 war er unter Oliver Glasner Co-Trainer bei LASK Linz, der seit der Saison 2017/18 wieder in der Bundesliga spielt. Mit diesem wechselte er im Sommer 2019 als Co-Trainer zum deutschen Bundesligisten VfL Wolfsburg, zwei Spielzeiten später zum Ligakonkurrenten Eintracht Frankfurt.
Seit der Saison 2023/2024 ist Angerschmid Co-Trainer von Oliver Glasner in der Premier League bei Crystal Palace.

## Erfolge
- Sieger der UEFA Europa League 2021/22 mit Eintracht Frankfurt als Co-Trainer von Oliver Glasner

## Privates
Michael Angerschmid ist verheiratet und Vater einer Tochter und eines Sohnes. Seine Ehefrau, die bereits lange zuvor ein Fan der SV Ried war, lernte er im Jahr 1993 kennen. Sie begleitete ihn über seine gesamte Profikarriere hinweg. Sein Sohn durchlief mehrere Nachwuchsspielklassen der SV Ried beendete seine Fußballkarriere jedoch noch in jungen Jahren und ist heute im Bereich IT-Solution sowie als DJ tätig. Seine Tochter war Turnerin und nahm als solche unter anderem an der oberösterreichischen Turn10 Landesmeisterschaft teil.